# (3116) Goodricke
(3116) Goodricke (1983 CF;1938 UM; 1948 TN; 1951 NC; 1973 DC; 1974 HR2) ist ein ungefähr acht Kilometer großer Asteroid des inneren Hauptgürtels, der am 11. Februar 1981 vom US-amerikanischen Astronomen Edward L. G. Bowell am Lowell-Observatorium, Anderson Mesa Station (Anderson Mesa) in der Nähe von Flagstaff, Arizona (IAU-Code 688) entdeckt wurde.

## Benennung
(3116) Goodricke wurde nach dem gehörlosen großbritannischen Astronomen John Goodricke (1764–1786) benannt, der den Stern Algol untersuchte und den Stern Delta Cephei entdeckte. Die Benennung wurde vom Entdecker Edward L. G. Bowell nach einer Empfehlung von B. Hetherington vorgeschlagen.